# Amt Gahlen
Das Amt Gahlen war von 1815 bis 1974 eine Verwaltungskörperschaft im Kreis Dinslaken. Es gehörte zunächst zur Provinz Jülich-Kleve-Berg und zum Regierungsbezirk Kleve, die beide schon zum 22. Juni 1822 aufgelöst und mit der südlichen Provinz Niederrhein zur Rheinprovinz (bis 1946) bzw. mit dem Regierungsbezirk Düsseldorf vereinigt wurden und danach mit der Auflösung des Freistaates Preußen Teil des neuen Bundeslandes Nordrhein-Westfalen wurde. Namensgeber war die historisch bedeutsame Gemeinde (Bürgermeisterei) Gahlen.

## Geschichte
Im Jahre 1815 wurde die Bürgermeisterei Gahlen aus den Gemeinden Bruckhausen, Bucholtwelmen (bestehend aus den Bauerschaften Bucholt und Welmen), Gahlen mit den Bauerschaften Hardt, Östrich, Besten, Bruch und Espel, Gartrop-Bühl (Haus Gartrop mit der Freiheit Gartrop und der Bauerschaft Bühl), Hünxe und Hünxerwald mit Sitz in Gahlen gegründet. Sie gehörte zum Kanton Dinslaken (ab 1816 Kreis Dinslaken), Rheinprovinz im Königreich Preußen. Sie galt als Rechtsnachfolger der in der französischen Besatzungszeit entstandenen Munizipalität Gahlen. Erster Amtsbürgermeister war Georg Friedrich Schmidt aus Gahlen. 1850 wurde die Gemeinde Hünxerwald zwischen Gartrop-Bühl und Hünxe aufgeteilt; das Gebiet südlich des Wesel-Kirchhellen-Weges kam nach Hünxe, der andere Teil zu Gartrop-Bühl. 1858 wurde der Amtssitz nach Gartrop auf den „Varnsteegshof“ verlegt und 1902 kam der Sitz nach Hünxe, in dem sich heute noch die Gemeindeverwaltung befindet. Das preußische Gesetz über die Regelung verschiedener Punkte des Gemeindeverfassungsrechts vom 27. Dezember 1927 bestimmte in § 2: „Die Landbürgermeisterei in der Rheinprovinz führt hinfort die Bezeichnung Amt“; somit wurde aus der Bürgermeisterei Gahlen das Amt Gahlen. Mit dem preußischen Gesetz über die kommunale Neugliederung des rheinisch-westfälischen Industriegebiets wurde am 1. August 1929 die Bauerschaft Hardt der Gemeinde Gahlen der Stadt Dorsten zugewiesen. Am 1. September 1960 fusionierten die Gemeinden Bruckhausen, Bucholtwelmen und Hünxe zur neuen Gemeinde Hünxe. Zum Amtsgebiet gehörten dann noch drei Gemeinden.

## Einwohnerentwicklung
| Jahr | Einwohner |
| ---- | --------- |
| 1815 | 2.151     |
| 1851 | 3.417     |
| 1895 | 3.776     |
| 1901 | 4.004     |
| 1931 | 4.459     |
| 1939 | 4.640     |
| 1950 | 5.861     |
| 1955 | 7.226     |
| 1970 | 10.361    |
| 1974 | 12.500    |

## Bürgermeister
- 1815–1850: Georg Friedrich Schmidt
- 1852–1854: Maaßen
- 1856–1870: Wilhelm Kerckhoff
- 1872–1887: Bongartz
- 1888–1889: Büscher
- 1889– ?  : Vorberg
- 1905–1935: Max Wetzlar
- 1935–1945: NSDAP Bürgermeister
- 1946–1948: Alfred Schult-Heidkamp (CDU)
- 1948–1950: Johann Schmitz (SPD)
- 1950–1956: Gottlieb Gerpheide (CDU)
- 1956–1961: Friedrich Uhlenbruck (SPD)
- 1961–1965: Gottlieb Gerpheide (CDU)
- 1965–1974: Friedrich Mangelmann (CDU)[5]

## Wappen
| Wappen von Amt Gahlen | Blasonierung: „Im geteilten Schild oben in Blau zwei gekreuzte goldene (gelbe) Schlüssel, überhöht von einem achtstrahligen goldenen (gelben) Stern; unten in Rot ein halbes silbernes (weißes) Schildchen an der Teilungslinie, überdeckt mit einer unterhalben goldenen (gelben) Lilienhaspel.“ |
| Wappen von Amt Gahlen | Wappenbegründung: Dem Amt Gahlen wurde 1950 durch den Innenminister von Nordrhein-Westfalen ein Wappen verliehen. Es ist abgeleitet von einem Schöffensiegel der Gemeinde Gahlen aus dem Jahre 1540, welches oben den gekreuzigten hl. Petrus, Pfarrpatron der hiesigen Kirchen und unten die halbe klevische Lilienhaspel zeigte. Die Gemeinde Hünxe führte seit 1456 ein Schöffensiegel, welche die sitzende Figur des Ortspatrons, dem hl. Suitbertus im Bischofsgewand, in der Linken einen Bischofsstab und in der Rechten einen achtstrahligen Stern zeigte. Neben der Lilienhaspel, als Zeichen der früheren Landesherrn, wurden beide Attribute der Heiligen, Stern und Schlüssel der größten Gemeinden des Amtes in das Wappen aufgenommen. |

## Gliederung
| Gemeinde                                  | Fläche    | Einwohner (31. Dezember 1974) | heutige Zugehörigkeit        |
| ----------------------------------------- | --------- | ----------------------------- | ---------------------------- |
| Gahlen                                    | 20,71 km² | 3.373                         | Schermbeck/Dorsten (Östrich) |
| Gartrop-Bühl                              | 18,35 km² | 725                           | Hünxe                        |
| Hünxe (mit Bruckhausen und Bucholtwelmen) | 58,93 km² | 8.402                         | Hünxe                        |

## Zugehörigkeiten
| Jahr | Kreis               |
| ---- | ------------------- |
| 1815 | Dinslaken           |
| 1823 | Duisburg            |
| 1874 | Mülheim an der Ruhr |
| 1887 | Ruhrort             |
| 1909 | Dinslaken           |

## Auflösung
Bereits Ende 1969 wurden im Amt Gahlen Modelle über die zukünftige Zugehörigkeit der Gemeinden diskutiert. Erste Vorschläge von Abtretungen Bruckhausens nach Dinslaken und Bucholtwelmens nach Wesel, erteilte man eine Absage. Während sich Hünxe und Gartrop-Bühl eindeutig für eine Fusion aussprachen, so war die Lage in der Gemeinde Gahlen nicht so eindeutig. Gahlen favorisierte eine Fusion mit der Stadt Dorsten ohne Gebietsverluste. Sollte dem nicht zugestimmt werden, dann eine Fusion mit der Gemeinde Schermbeck ebenfalls ohne Gebietsabtretungen, wenn diese dem Kreis Recklinghausen zugeordnet wird.
Mit dem „Gesetz zur Neugliederung der Gemeinden und Kreise des Neugliederungsraumes Niederrhein (Niederrhein-Gesetz)“ vom 9. Juli 1974 wurde u. a. die Auflösung des Amtes Gahlen geregelt, welches zum 1. Januar 1975 in Kraft trat. Der „§ 3 Gemeinde Hünxe“ laut wie folgt: „Die neue Gemeinde Hünxe wird aus Gemeinden sowohl des Kreises Rees als auch des Kreises Dinslaken gebildet. Dies sind die Gemeinden Gartrop-Bühl und Hünxe, das Amt Gahlen (Kreis Dinslaken), Drevenack und Krudenburg des Amtes Schermbeck (Kreis Rees). Die neue Gemeinde ist Rechtsnachfolgerin des Amtes Gahlen. Mit der Gemeinde Voerde findet ferner ein Gebietstausch statt.“
Die Gemeinde Gahlen wird der Gemeinde Schermbeck zugeteilt. Der Gahlener Ortsteil Östrich wird mit dem Ruhrgebiet-Gesetz zur Stadt Dorsten eingemeindet.